# Queens Museum of Art

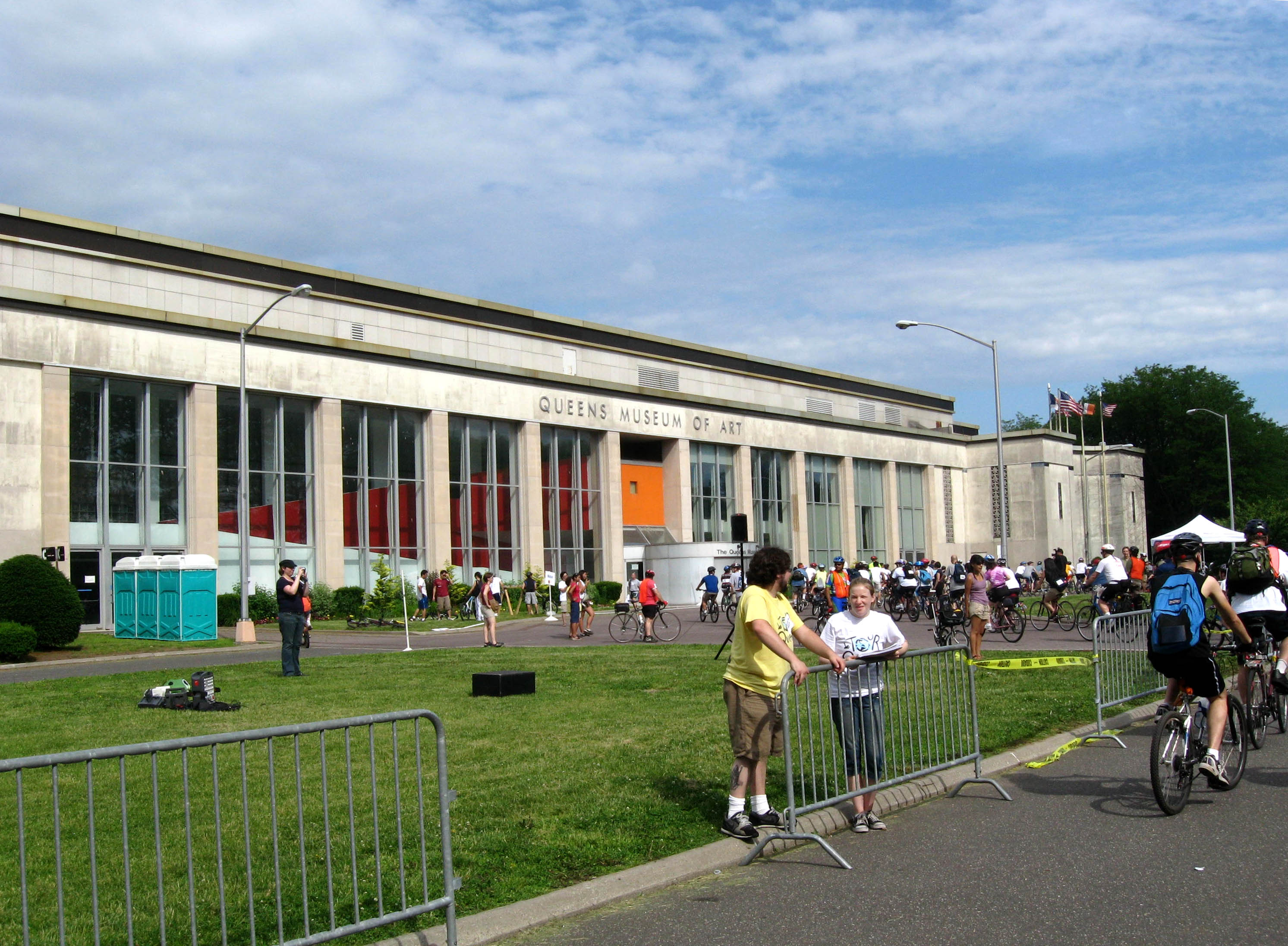
Utsidan av museet i Flushing Meadows-Corona Park (2012).

Queens Museum of Art är ett amerikanskt konstmuseum i stadsdelen Queens i New York, grundat 1972 i en historisk före detta FN-byggnad i Flushing Meadows-Corona Park vid Grand Central Parkway.

## Byggnadshistorik
Då Queens Museum of Art startade sin verksamhet 1972 hette det först The Queens Center for Art and Culture. Det inrymdes i en historisk byggnad från 1939 av global betydelse. Byggnaden ritades av arkitekten Aymer Embury III (bland annat även Zoo i Central Park och bron Tri-Borough Bridge i New York) i en nyklassisk stil för att fungera som staden New Yorks utställningspaviljong vid världsutställningen New York World's Fair 1939-40 med temat "The World of Tomorrow", varefter byggnaden gjordes om till en rekreationsbyggnad med isrink och rullskridskorink för allmänheten. 1945 gjordes en ny ombyggnad, då byggnaden blev platsen för det nystartade Förenta Nationernas generalförsamling åren 1945-50, innan dess nya FN-byggnad tillkom och byggnaden återgick till rekreationsändamål återigen. 1964-65 blev den så ännu en gång utställningspaviljong för New Yorks världsutställning, och 1972 kunde konstverksamheten flytta in. 1994 gjordes en viss ombyggnad av museet och 12 april 2011 togs det första spadtaget av borgmästaren Michael Bloomberg för en omfattande tillbyggnad för att dubblera museiytan från cirka 16 000 till drygt 30 000 kvadratmeter. Denna omfattande tillbyggnad invigdes 9 november 2013 och innehåller bland många olika avdelningar också ett antal konstnärsateljeer för speciellt inbjudna konstnärer. Rekreationsverksamheten fick 2009 en egen ny byggnad i samma park.

## Samlingar och verksamhet

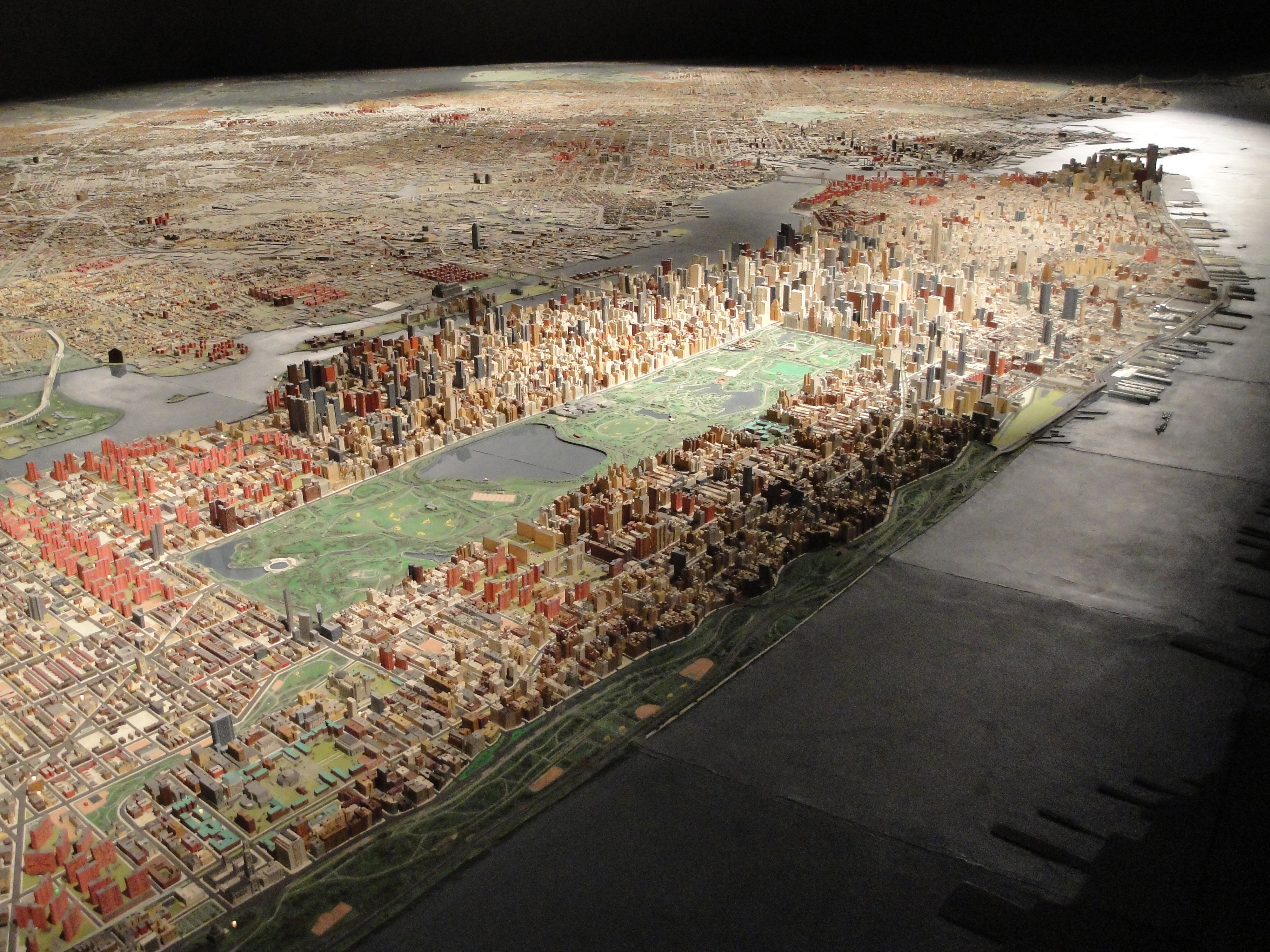
Miniatyren av New York.

Museets samlingar innefattar omkring 10 000 föremål (2012) – en stor del dokumentation och föremål från världsutställningarna – konstverk av Salvador Dali, Mark Dion och andra, nyhetsfotografi och dokumentation om staden New York, stadsplanering och en spektakulär miniatyrversion av hela New York-området från 1964. Man har även ett nytt samarbete med Tiffany & Co. omkring tiffanytekniken för glasarbeten. Man har också många tillfälliga utställningar och en omfattande satsning på utbildningsprogram och aktiviteter för skolungdomar och allmänheten. Intill museibyggnaden reser sig en väldig obelisk och ett stort klot som symboler för "världsfred och samförstånd".